# Mundilfari
Pogledajte također "Mundilfari (mjesec)".
Mundilfari (staronordijski Mundilfœri), biće iz nordijske mitologije, otac je dvoje djece koja su bila tako lijepa da je kćer nazvao Sól — što znači Sunce — a sina Máni, odnosno Mjesec. Kada je Sól udao za Glenra, bogovi su se naljutili jer su to smatrali velikom drskošću te su uzeli Sól i Manija i postavili ih na nebo.
Njegovo ime nosi i Mundilfari, jedan od brojnih Saturnovih prirodnih satelita iz takozvane nordijske grupe.